# CrazySexyCool
CrazySexyCool är det andra studioalbumet av den amerikanska R&B-gruppen TLC, utgivet den 15 november 1994 på LaFace Records. Det nådde tredje plats på albumlistan Billboard 200 och såldes i 11 miljoner exemplar i USA, vilket gjorde TLC till den mest framgångsrika kvinnliga musikgruppen genom tiderna.[källa behövs] Singlarna "Creep" och "Waterfalls" blev listettor i USA och flera andra länder. Albumet vann en Grammy för bästa R&B-album.

## Produktion
CrazySexyCool var en omfattande produktion med ett stort antal medarbetare. Inspelningen ägde rum vid KrossWire Studio, DARP Studios, Doppler Studios, Bosstown Recording Studios och Curtom Recording Studio i Atlanta, Music Grinder Studios i Hollywood samt The Hit Factory och Daddy's House Recording Studio i New York.

## Låtlista
1. Intro-Lude – 1:01
2. Creep – 4:28
3. Kick Your Game – 4:14
4. Diggin' On You – 4:14
5. Case of the Fake People – 4:04
6. CrazySexyCool (Interlude) – 1:42
7. Red Light Special – 5:04
8. Waterfalls – 4:39
9. Intermission-Lude – 0:43
10. Let's Do It Again – 4:16
11. If I Was Your Girlfriend – 4:36
12. Sexy (Interlude) – 1:34
13. Take Our Time – 4:33
14. Can I Get a Witness (Interlude) – 2:57
15. Switch – 3:30
16. Sumthin' Wicked This Way Comes – 4:23

## Medverkande
| - Sharliss Asbury – projektkoordinator - Dallas Austin – produktion, instrument, exekutiv producent - Bebe – bakgrundssång - André "3000" Benjamin – sång - Bernasky – assisterande inspelning - Leslie Brathwaite – inspelning, ljudmix - Thomas "Cee-Lo Green" Callaway – bakgrundssång - Sean "Puffy" Combs – produktion, bakgrundssång - Dah Len – fotografi - Kenneth "Babyface" Edmonds – produktion, instrument, exekutiv producent - Blake Eiseman – inspelning - Eric Fischer – assisterande inspelning - Ronnie Fitch – valthorn - Brian Frye – assisterande inspelning - John Frye – inspelning - Dean Gant – keyboard - Brad Gilderman – inspelning - Carl Glover – inspelning, assisterande inspelning, instrument - Ron Gresham – ljudmix - Arnold Hennings – produktion, instrument - Lamont Hyde – assisterande inspelning - LaMarquis Jefferson – bas - Tim Kelley – keyboard - Debra Killings – bakgrundssång - Scot Little – assisterande inspelning - Jerry Lloyd – valthorn - Lisa "Left Eye" Lopes – sång - Trey Lorenz – bakgrundssång - Craig Love – gitarr - Alex Lowe – assisterande inspelning - Rico Lumpkins – assisterande inspelning - Jermaine "Dupri" Mauldin – produktion, inspelning, ljudmix, bakgrundssång | - Nashiem Myrick – inspelning - Nealhpogue – inspelning, ljudmix - Charles Nix – valthorn - Organized Noize – produktion, instrument - Mike Patterson – inspelning, midi och ljuddesign - Herb Powers – mastering - Antonio "LA" Reid – exekutiv producent - Jon-John Robinson – produktion, instrument - Manuel Seal – produktion - Rick Sheppard – Midi och ljuddesign - Shock – arrangemang av valthorn - Shorty B – gitarr - Dwight Sills – gitarr - Davett Singletary – konstnärlig ledare - Ivy Skoff – projektkoordinator - Brian Smith – assisterande inspelning - Trevor "Busta Rhymes" Smith, Jr. – sång - Sol Messiah – DJ-scratching - Alvin Speights – inspelning, ljudmix - Christopher Stern – reklamformgivare - Edward Stroud – gitarr - Phil Tan – inspelning, assisterande inspelning, ljudmix - Malik "Phife Dawg" Taylor – sång - Martin Terry – gitarr - Rozonda "Chilli" Thomas – sång - Carl "Chucky" Thompson – produktion, instrument - Rich Travali – inspelning, ljudmix - Tionne "T-Boz" Watkins – sång - Dave Way – ljudmix - Mike Wilson – assisterande inspelning - Colin Wolfe – bas - Kenneth Wrights – keyboard |